# 결혼은, 미친 짓이다 (영화)
《결혼은, 미친 짓이다》는 이만교의 동명 소설을 원작으로 하는 대한민국의 영화 작품이다. 시인 출신인 유하가 감독을 맡고, 감우성과 엄정화가 주연으로 출연하였다. 2002년 4월 26일에 개봉하였다.

## 줄거리
매너 좋고 잘 생긴 대학 영문학 강사 준영은 친구 규진의 결혼식 사회를 봐 주는 답례로 조명 디자이너인 연희를 소개받는다. 맞선 자리에서 주고받는 전형적인 대화를 나누고 헐리웃 액션 역화를 본 후 들른 전통 찻집에서 술을 꽤 마신 연희는 사실 아까 함께 본 영화는 이전의 맞선에서도 본 영화라고 고백한다. 꽤나 늦게까지 술을 마신 후 준영은 총알 택시비보다 여관비가 더 쌀 것 같다는 제안을 연희에게 하고, 모텔에서 섹스를 한다.

## 캐스팅
- 감우성 : 김준영 역
- 엄정화 : 강연희 역
- 박원상 : 규진 역
- 강소정 : 세은 역
- 윤서정 : 유리 역
- 이지희 : 지영 역
- 김도자 : 은미 역
- 김기천 : 당숙부 역
- 민현선 : 여동생 역
- 이영희 : 당숙모 역
- 이경순 : 아버지 역
- 김선은 : 남동생 역
- 김소영 : 제수 역
- 김원 : 조카 역
- 김계자 : 연희 어머니 역
- 이근원 : 연희 아버지 역
- 박성근 : 연희 남편 역
- 이도형 : 여동생 남편 역
- 박준혁 : 신문지남 역
- 손진호 : 사진사 역
- 김종윤 : 노교수 역
- 서성례 : 백화점 여직원 역
- 유진희 : 수퍼 아줌마 역
- 임보람 : 안경남/가구점 점원 역
- 이주실 : 어머니 역 (특별출연)
- 류현경 : 아르바이트 여학생 역 (특별출연)

## 수상
- 제1회 대한민국 영화대상 신인남우상 - 감우성
- 제39회 백상예술대상 영화부문 여자최우수연기상 - 엄정화

## 원작과 다른 점
- 소설에서 남자 주인공과 여자 주인공의 이름은 나오지 않는다.
- 영화는 규진의 결혼식부터 시작하지만 소설은 규진의 결혼식부터 시작하지 않는다.
- 영화에서는 준영의 직업이 영문학 강사이지만 소설에서는 나의 전공이 명확하게 언급되지는 않는다.
- 소설에서 나와 그녀는 그녀의 신혼집에서 섹스를 하지 않지만 영화에서 준영과 연희는 연희의 신혼집에서 섹스를 한다.
- 소설에서는 그녀가 나와 헤어진 후 나의 자취집에 다시 찾아오는 묘사는 없다.